# Per Holten Møller
Per Holten Møller (født 30. august 1952 i Hørsholm) er en tidligere dansk ishockeyspiller og nuværende træner. Han var i perioden 2014-2016 cheftræner for Rungsted Ishockey i Metal Ligaen.
Han begyndte at spille ishockey som 12-årig og nåede at spille over 400 ligakampe for Rungsted Ishockey Klub, samt 159 kampe for Danmarks ishockeylandshold, hvilket på det tidspunkt var rekord. Som træner har han blandt andet vundet danmarksmesterskabet, ligesom han i seks år var landstræner for Danmark.

## Spillerkarriere
Per Holten Møller blev opdraget med ishockey, da hans far Otto Holten Møller var aktiv elitespiller og blandt andet blev dansk mester i dansk mester i 1955 og 1963 for Rungsted Ishockey Klub. Året efter farens sidste mesterskab begyndte Per Holten som ungdomsspiller i samme klub.

### Rungsted
Fire år efter at Per Holten Møller var begyndte at spille ishockey, fik han som 15-årig debut for Rungsteds hold i Danmarks bedste række. I den første sæson blev det kun til én enkelt kamp. Holten Møller spillede som back, og fik i de efterfølgende sæsoner masser af spilletid i den bedste række. Han blev kaptajn for holdet og arbejdede ved siden af ishockeyen som tømrer, imens faren Otto fungerede som holdleder for holdet. I 1971 vandt Rungsted DM-sølv, hvilket var klubbens bedste resultat siden 1964, hvor det også blev til sølv. I 1977 blev han kåret som "Årets Spiller" i den danske liga.
Per Holten Møller spillede i periode 1970-84 over 400 ligakampe for Rungsted Ishockey Klub, hvor han sluttede med at vinde DM-bronze for klubben.

### HIK
Efter at Per Holten Møller var fyldt 32 år, skiftede han i 1984 til HIK som spillende cheftræner. Klubben spillede på daværende tidspunkt i landets bedste række, 1. division. I HIK blev Holten Møller genforenet med flere af sine gode venner fra Rungsted-tiden, som blandt andre Ole Andersen og Ivan Halberg. Efter en sæson som spillende træner i 24 ligakampe, stillede Holten Møller skøjterne på hylden, og koncentrerede sig derefter om trænerjobbet for klubben.

### Landsholdet
Per Holten debuterede i 1970, som 18-årig, for Danmarks ishockeylandshold. Her spillede han i 15 år, hvoraf de otte var som kaptajn for holdet. Indtil 1985 spillede han 159 kampe for nationalmandskabet, og han blev to gange kåret som holdets bedste back ved en VM-slutrunde. Han deltog ved i alt elleve VM-turneringer, og da han stoppede karrieren, var han indehaver af rekorden for flest spillede landskampe for Danmark.

## Trænerkarriere

### HIK
Da Per Holten Møller i 1984 tiltrådte som spillende cheftræner for HIK, spillede klubben i 1. division. Efter ét år stoppede han som spiller, og fortsatte som cheftræner i klubben. I den første sæson med Holten Møller på holdkortet, endte klubben på sjettepladsen i 1. division og var derfor blandt de syv klubber, som var med igen året efter, hvor den bedste danske række havde skiftet navn til Eliteserien. Her endte HIK imidlertid på syvende- og sidstepladsen og rykkede dermed ned i 1. division, som nu var den næstbedste række. Efter to sæsoner i 1. division sikrede klubben sig oprykning til det bedste selskab igen. Den første sæson i Eliteserien efter oprykningen blev vanskelig for Per Holten Møllers tropper, der med nød og næppe undgik sidstepladsen i ligaen. Derimod gik det væsentlig bedre den følgende sæson, hvor holdet endte på fjerdepladsen og dermed for første gang gik videre til slutspillet, der imidlertid endte med et nederlag på 0-2 i kampe i bronzekampen mod Frederikshavn IK.

### Landshold
I slutningen af 1989 blev han af Danmarks Ishockey Union ansat som landstræner for Danmarks ishockeylandshold, der på dette tidspunkt spillede i C-rækken. Ved den første slutrunde med holdet blev det til en andenplads, men det var kun vinderen af C-VM, Jugoslavien, der rykkede op i B-rækken. Det efterfølgende år var landsholdet blandt de fire hold ved C-VM i København, som rykkede op i B-rækken. Ved de næste tre slutrunder med Holten Møller som træner blev det til to fjerdepladser og en enkelt femteplads i B-VM.
I juni 2010 blev Per Holten Møller ansat som assistenttræner for U20-landsholdet, hvor han skulle hjælpe cheftræner Todd Bjorkstrand.

### Rungsted
Holten Møller vendte i 1995 tilbage til barndomsklubben Rungsted Ishockey Klub, men denne gang som cheftræner for klubbens bedste hold. Her førte han i sæsonen 1996-97 holdet frem til DM-bronze. Derefter trådte Holten Møller tilbage som træner.
I februar 2000 vendte Per Holten Møller tilbage som cheftræner for Rungsted Cobras, da han afløste Göran Karlström på posten. I foråret 2002 vandt Rungsted det danske mesterskab. Efter sæsonen 2003-04 valgte Rungsted ikke at forlænge kontrakten med Holten Møller. På dette tidspunkt havde han over to perioder trænet holdet i seks år og vundet pokalturneringen i 2004 samt fire DM-medaljer med DM-guldet i 2002 som det bedste.
Fra begyndelsen af sæsonen 2009-10 vendte Per Holten tilbage til Rungsted, der netop havde gennemgået en økonomisk rekonstruktion og skiftede navn fra Nordsjælland Cobras til Rungsted Cobras. Klubben endte på syvendepladsen i grundspillet og blev slået ud af slutspillet i kvartfinalen. Efterfølgende blev klubben erklæret konkurs med en gæld på 1,5 millioner kroner og tvangsnedrykket til 1. division.
Ét år efter konkursen sad Per Holten Møller igen i cheftrænerstolen for Rungsteds bedste hold. Fra sommeren 2012 overtog han klubbens 1. divisonshold. I midten af november blev han udlånt til ligaholdet Copenhagen Hockey for resten af sæsonen.

### Copenhagen Hockey
Per Holten blev i midten af november 2012 ansat som cheftræner for Copenhagen Hockey. Dette skete efter at klubben kun havde fået fire point i de første 13 kampe i AL-Bank Ligaen og derfor havde fyret Morten Hagen som cheftræner. Per Holten blev ansat for resten af sæsonen 2012-13, efter at Rungsted IK havde accepteret at udlåne ham.
Den 1. januar 2013 havde Copenhagen spillet 26 kampe og opnået otte point i grundspillet, og lå på en klar sidsteplads i ligaen, med 17 point op til EfB Ishockey på ottendepladsen. I slutningen af februar samme år gik klubben konkurs.

## Hæder
I oktober 2015 blev Per Holten Møller som den femte person optaget i Danmarks Ishockey Unions Hall of Fame.

## Privat
Per Holten Møller er gift. Sønnerne Joachim og Mikkel Holten Møller spillede i sæsonen 2015-16 ishockey for Rungsted, og blev derfor trænet af deres far. De havde før spillet for andre danske ligaklubber.